# Dobry, zły i brzydki
Dobry, zły i brzydki (wł. Il buono, il brutto, il cattivo) – włosko-hiszpański spaghetti western z 1966 roku w reżyserii Sergia Leone. Jest to trzeci film należący do tzw. trylogii dolarowej, po Za garść dolarów i Za kilka dolarów więcej. Jego akcja toczy się podczas wojny secesyjnej i skupia się na wątku poszukiwań skarbu pełnego złota przez trójkę rzezimieszków.
Był to najdroższy film trylogii (o budżecie szacowanym ówcześnie na milion dolarów amerykańskich), ponieważ Leone udało się uzyskać wsparcie wytwórni United Artists. Do zdjęć zaangażowano takich aktorów jak Clint Eastwood, Lee Van Cleef i Eli Wallach. Zdjęcia do filmu kręcono na hiszpańskiej pustyni w Almerii oraz w górach Sierra de la Demanda.
Po premierze Dobry, zły i brzydki odniósł wielki sukces komercyjny we Włoszech. Gdy jednak ukazał się w Stanach Zjednoczonych, poddany został ostrej krytyce ze względu na jego brutalność. Z czasem jednak film został doceniony za wizję plastyczną oraz sprawność warsztatu, uzyskując opinię arcydzieła westernu.

## Fabuła
Akcja filmu toczy się w Stanach Zjednoczonych podczas wojny secesyjnej i jest oparta na losach trzech rewolwerowców. Tuco Ramirez („Brzydki”) jest niebezpiecznym przestępcą poszukiwanym listem gończym, który w początkowej sekwencji ucieka trzem łowcom nagród. Sadystyczny, płatny zabójca o pseudonimie Anielskie Oczka („Zły”) dowiaduje się od swoich informatorów o żołnierzu ukrywającym się pod pseudonimem Bill Carson, który zdezerterował wraz z licznymi kosztownościami. Anielskie Oczka jest bezwzględny i nie waha się przed zabiciem swych informatorów. Bezimienny rewolwerowiec o pseudonimie Blondas („Dobry”) zajmuje się chwytaniem pospolitych przestępców dla zysku.
Właściwa akcja filmu rozpoczyna się, gdy Tuco zostaje schwytany przez łowców nagród, którzy zamierzają sprzedać go miejscowym władzom. Wtedy do akcji wkracza Blondas, który zabija ich i z kolei sam odprowadza Tuco do miejscowego miasteczka, gdzie oddaje go szeryfowi. Jednak gdy ma dojść do egzekucji poprzez powieszenie, Blondas odstrzeliwuje sznur, na którym zwisa Tuco, i wywołując panikę wśród mieszkańców, umożliwia mu ucieczkę. Od tej pory dwaj rewolwerowcy współpracują ze sobą, uznając tę metodę za znakomity sposób zarobku. Ostatecznie jednak Blondas zostawia Tuco na pustyni, uznając zawartą umowę za skończoną. Uratowany przez towarzyszy z bandy Tuco poprzysięga zemstę wiarołomcy i dąży do zabicia go.
Gdy Blondas, zamierzając pozyskać kolejną osobę do współpracy, celuje w sznur, na którym wisi inny bandyta, zostaje schwytany przez Tuco. Ten, mszcząc się na nim, wlecze go przez pustynię, nie dając mu pożywienia ani wody. Gdy Tuco przygotowuje się do zabicia zdrajcy, zauważa na pobliskiej drodze wóz wiozący zabitych żołnierzy, którym kieruje ciężko ranny Bill Carson. Ten wyjawia Tuco, że ukrył złoto Konfederatów warte 200 tysięcy dolarów na cmentarzu Sad Hill. Gdy Tuco biegnie przynieść wody umierającemu żołnierzowi, ostatkiem sił dociera do tegoż Blondas. Carson wyjawia mu nazwę grobu, w którym ukrył złoto, po czym umiera. W zaistniałej sytuacji Tuco nie może zastrzelić Blondasa, gdyż ten zna część informacji o położeniu skarbu. Przewozi go do kościoła, gdzie Blondas zostaje wyleczony. Potem obaj wyruszają w kierunku cmentarza, jednak na drodze zostają pojmani przez żołnierzy Unii.
Tuco i Blondas trafiają do obozu jenieckiego. Na polecenie Anielskich Oczek, który okazuje się sierżantem Unii, Tuco zostaje przesłuchany przez władze obozu i poddany torturom przez kaprala Wallace'a, po czym wyjawia im, że skarb znajduje się na cmentarzu Sad Hill. Anielskie Oczka proponuje Blondasowi wspólną wyprawę w poszukiwaniu złota, na co ten przystaje. Jednak Tuco ucieka z pociągu przewożącego jeńców, zabijając Wallace'a, a Blondas odłącza się od bandy Anielskich Oczek. Obaj rewolwerowcy spotykają się w miasteczku, po czym zmierzają w kierunku cmentarza.
Okazuje się jednak, że okolice cmentarza stają się areną zaciętych walk między żołnierzami Unii a Konfederatami o most nad rzeką. Sfrustrowany niekończącą się bitwą kapitan wojsk Unii Clinton prosi Tuco i Blondasa o wysadzenie mostu. Ci podkładają ładunek wybuchowy pod konstrukcją, powodując jej zniszczenie. Obie strony konfliktu, nie wypełniwszy zadania obrony mostu, dokonują odwrotu. Blondas mówi Tuco, że skarb znajduje się w grobie osoby o nazwisku Arch Stanton. Następnego dnia obaj ruszają na cmentarz i odszukują grób. Jednak na miejscu pojawia się również Anielskie Oczka, który próbuje wymusić na pozostałych rzezimieszkach wydobycie skarbu. Blondas udowadnia, że grób nie znajduje się w tym miejscu, które wskazał. Oświadczając, że napisał nazwę właściwego grobu na kamieniu, kładzie go na środku brukowanego koła cmentarnego, wokół którego ustawia się cała trójka.
W pojedynku trzech rewolwerowców ginie Anielskie Oczka, zastrzelony przez Blondasa. Broń Tuco nie wypala, gdyż poprzedniej nocy została ona rozbrojona przez towarzysza. Okazuje się, że na kamieniu nic nie zostało napisane, w związku z czym obaj towarzysze odkopują grób bez nazwiska. Blondas nakazuje Tuco wejście na szafot znajdujący się nad chwiejącym się krzyżem oraz założenie pętli na szyję. Sam natomiast dzieli zdobyty łup i odjeżdża na koniu, po czym z dalekiej odległości odstrzeliwuje sznur. Tuco, roztrzęsiony całą sytuacją, miota przekleństwami w odjeżdżającego Blondasa.

## Obsada
- Clint Eastwood wcielił się w rolę Blondasa, tajemniczego rewolwerowca działającego dla zysku. Stanowi on trzecie wcielenie postaci bez imienia, wspólnej dla całej trylogii. Leone przy tworzeniu trylogii do roli bezimiennego rewolwerowca chciał zatrudnić Henry'ego Fondę bądź Charlesa Bronsona, lecz ostatecznie wybrał Eastwooda. Ten wystąpił w dwóch pierwszych filmach trylogii: Za garść dolarów i Za kilka dolarów więcej[1]. W Dobrym, złym i brzydkim wystąpił dopiero wtedy, gdy twórcy zapewnili mu w kontrakcie wynagrodzenie wynoszące 250 000 dolarów oraz 10% z zysków filmu; twierdził później, że był bodaj najlepiej opłacanym aktorem amerykańskim w historii kina włoskiego[2]. W filmie wykreował postać pewnego siebie, oschłego kowboja o niezwykłej celności strzału, dokonując rewizji wizerunku bohatera pozytywnego w westernach[1]. Eastwood, jak twierdził Leone, był niezadowolony z tego, że jego rola w filmie została ograniczona na rzecz postaci Wallacha i Van Cleefa[3].
- Eli Wallach zagrał Tuco, bandytę poszukiwanego listem gończym, który odgrywa w filmie rolę humorystyczną[3]. Angaż zaproponowali mu twórcy filmu poprzez jego agenta. Mimo zdumienia, że miał pracować w nieznanym mu spaghetti westernie, przyjął rolę z powodu oczekiwanej dużej gaży[4]. Swoją współpracę z Eastwoodem i Leone uważał za udaną[5].
- Lee Van Cleef wystąpił w roli Anielskich Oczek, pozbawionego skrupułów rewolwerowca dążącego do zdobycia złota. Stworzył on postać pełną oschłości, ponurą i brutalną w swych działaniach[2].
- Mario Brega zagrał kaprala Wallace'a, brutalnego żołnierza Unii, który torturuje więźniów przy akompaniamencie orkiestry wojskowej. Ginie on z rąk Tuco podczas przewożenia jeńców w pociągu.
- Aldo Giuffrè wystąpił w roli kapitana Clintona, skłonnego do pijaństwa żołnierza Unii, który jest zniechęcony do uczestnictwa w wojnie. Bierze jednak aktywny udział w walkach o most i zostaje ciężko ranny, po czym umiera.
- Luigi Pistilli gra księdza Pablo Ramireza, brata Tuco, który pomaga wyleczyć Blondasa w kościele.
- Antonio Casale zagrał Billa Carsona, dezertera wojskowego, który ukrywa skradzione konfederackie złoto na cmentarzu i umiera na pustyni.

## Produkcja

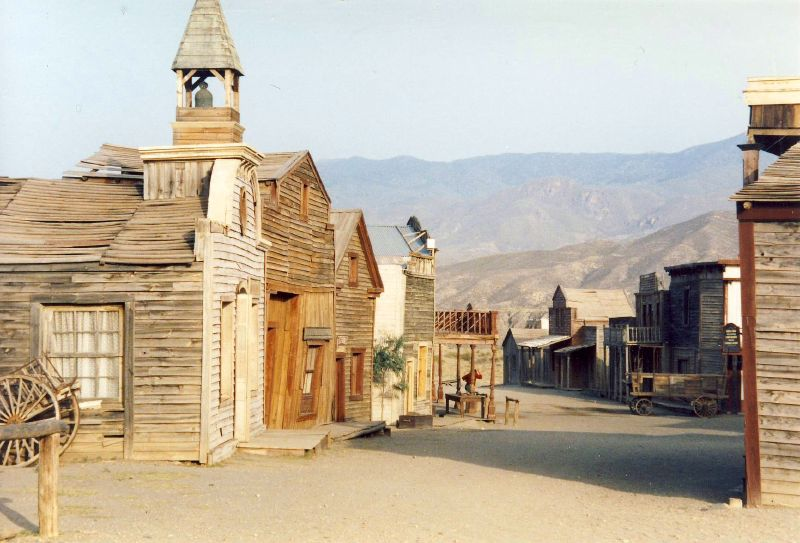
Dekoracje do filmu znajdujące się w Almerii

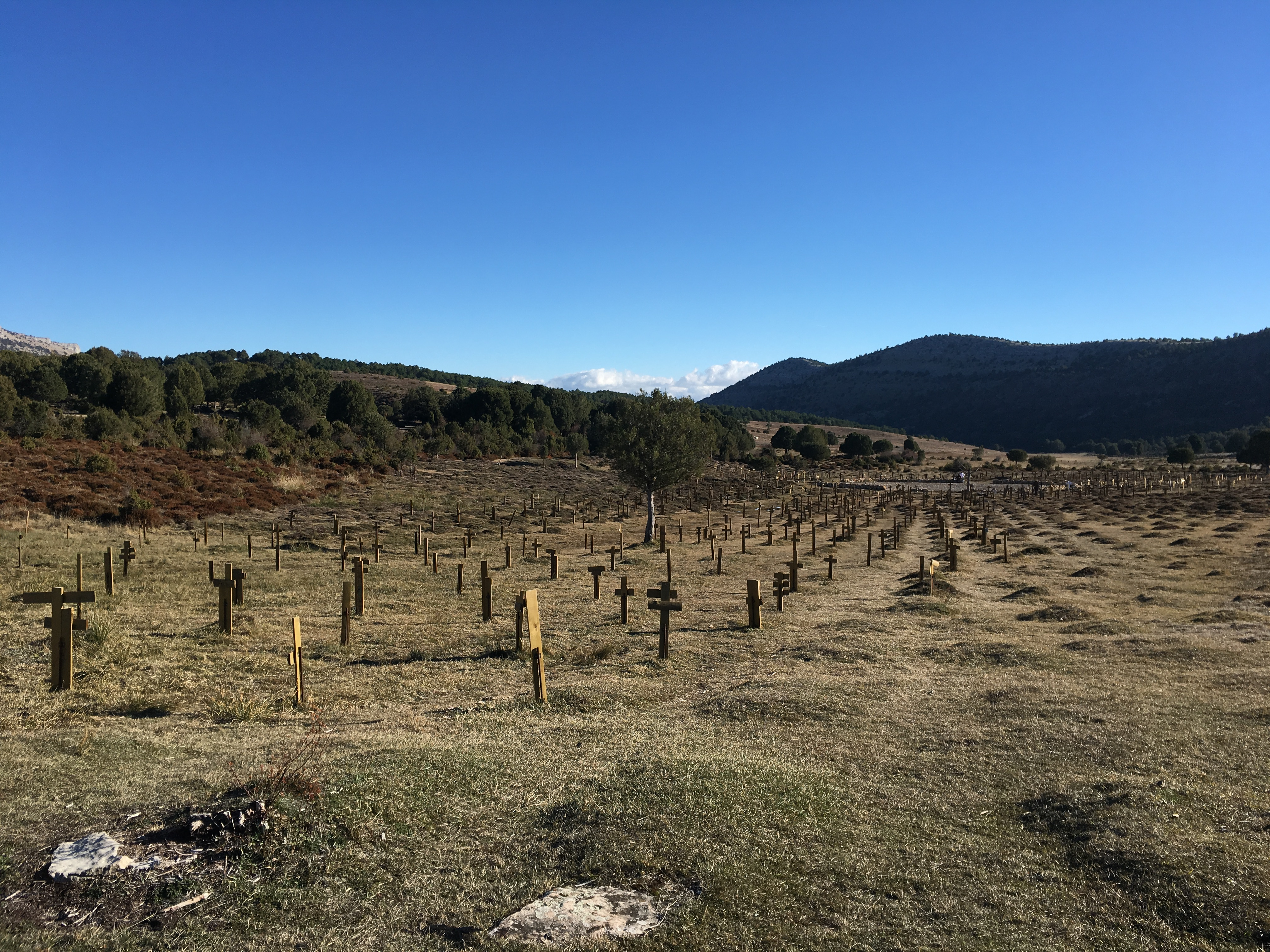
Rekonstrukcja cmentarza Sad Hill z 2016 roku

Po Za kilka dolarów więcej reżyser Sergio Leone zdecydował się kontynuować współpracę z Clintem Eastwoodem, zmierzając do stworzenia kolejnego westernu. Tym razem akcję kolejnego filmu zamierzał umieścić w realiach wojny secesyjnej. W celu nadania dziełu wiarygodności uważnie przeglądał zdjęcia ukazujące tę wojnę. Wytwórnia United Artists zdecydowała się sfinansować tworzoną produkcję kwotą pół miliona dolarów w zamian za zyski z seansów kinowych. Łączny budżet Dobrego, złego i brzydkiego wyniósł 1,2 miliona dolarów, co czyniło go najdroższą częścią trylogii dolarowej i pozwoliło na uczynienie go bardziej widowiskowym filmem. Dzięki wysokiemu jak na włoską produkcję budżetowi twórcy mogli wynająć takich aktorów, jak Clint Eastwood, Eli Wallach i Lee Van Cleef.
Zdjęcia do filmu kręcono, tak jak w poprzednich częściach trylogii, we włoskim studiu Cinecittà oraz na pustyni w hiszpańskiej Almerii. Budynki w miasteczkach na pustyni imitowały drewniane makiety. Leone kładł nacisk na wiarygodne ukazanie realiów Dzikiego Zachodu, drobiazgowo traktując nawet kwestię odmiennego ubioru mieszkańców dwóch różnych miasteczek. Podczas współpracy z autorem zdjęć, Tonino Delli Colli, wprowadził takie innowacje techniczne, jak kręcenie scen z kamer zamontowanych na dźwigu czy skrajne zbliżenia twarzy postaci podczas sekwencji pojedynku, jak również montaż tej sekwencji w celu dopasowania jej do muzyki. Przy współpracy z aktorami Leone używał niekonwencjonalnych metod dramatyzowania akcji filmu. Na przykład, żeby wczuć Wallacha w jego rolę, spuścił na niego tresowanego psa podczas kręcenia sceny, w której Tuco biegnie po cmentarzu w poszukiwaniu grobu. Kręcenie filmu trwało 13 tygodni, natomiast postprodukcja – dalsze sześć miesięcy.
Jako że w zdjęciach do filmu uczestniczyły osoby różnych narodowości, dubbingowano ich kwestie dialogowe na język włoski. Postprodukcja obejmowała również, między innymi, dodanie bardziej wyrazistego świstu wystrzeliwanych pocisków czy też krakania wron w scenie pojedynku.

## Wydanie
Premiera Dobrego, złego i brzydkiego odbyła się 23 grudnia 1966 roku we Włoszech, natomiast w Stanach Zjednoczonych – 29 grudnia 1967 roku. Oprócz włoskich wersji na DVD (między innymi odnowiona w 2000 i 2007 roku we Włoszech) wydano w 2004 roku amerykańską, odrestaurowaną edycję w dystrybucji Metro-Goldwyn-Mayer. W odróżnieniu do ocenzurowanej edycji z 1967 roku (161 minut), została ona rozszerzona do długości 177 minut na podstawie włoskiego pierwowzoru odnowionego przez włoską Cinoteca Nazionale, przy czym części scen nie udało się odzyskać. Na nowo nagrano kwestie Clinta Eastwooda i Eli Wallacha, natomiast nieżyjącego Lee Van Cleefa zastąpił aktor dubbingowy Simon Prescott. Do amerykańskiej edycji specjalnej dołączono płytę zawierającą filmy dokumentalne o tle historycznym Dobrego, złego i brzydkiego oraz o postępach w odnawianiu dzieła, a także ścieżkę dźwiękową z filmu.

## Odbiór
Dobry, zły i brzydki odniósł wielki sukces komercyjny we Włoszech, do 1971 roku przynosząc zyski w wysokości 3,2 miliarda lirów (do 1968 roku szacunkowo 4,3 miliona dolarów). Po premierze w Stanach Zjednoczonych zyski z sal kinowych wyniosły 25,1 miliona dolarów.
Po premierze filmu w krajach anglosaskich krytycy wyrażali się niepochlebnie o nim. Redakcja czasopisma „Variety” opisała go jako mieszaninę znakomitej wizji plastycznej, miernego aktorstwa i odrażającej brutalności. Skrytykowała też trójkę głównych aktorów, twierdząc, że przeszarżowali ze sposobem odgrywania ról, co miało czynić ich bohaterów absurdalnymi. Podobnie ocenił film magazyn „Time”, którego recenzent wątpił w to, aby publiczność odczuwała jakąkolwiek sympatię do głównych bohaterów. Już jednak wówczas pojawiły się pozytywne opinie o filmie. Andrew Sarris z tygodnika „The Village Voice” stwierdził, że Dobry, zły i brzydki nigdy nie powstałby w Ameryce ze względu na długi czas trwania i poważną fabułę. Docenił on w filmie poezję obrazowania wydarzeń, oraz ukazywanie głównych bohaterów w inny sposób niż w hollywoodzkich produkcjach. Roger Ebert z „Chicago Sun-Times” uznał fabułę za najsłabszą w trylogii dolarowej, narzekając przy tym na długość filmu, ale zarazem doceniał sprawność warsztatu reżyserskiego oraz inspirację Alfredem Hitchcockiem przy scenie pojedynku.
Opinie o Dobrym, złym i brzydkim zmieniały się wraz z czasem, co dało o sobie znać przy okazji premiery odnowionej edycji w 2003 roku. Ben Fritz z „Variety” zrehabilitował film, twierdząc, że to, co kiedyś wydawało się okrutne i tandetne, współcześnie można uznać za subtelne i zręcznie wykonane. Jego zdaniem film Leone można ocenić jako pełen realizmu antonim współczesnego hollywoodzkiego kina akcji. Roger Ebert przyznał, że w 1967 roku niesprawiedliwie ocenił film, gdyż traktował wówczas spaghetti westerny jako kino niebędące sztuką. Również oddał sprawiedliwość dziełu Leone, oceniając je jako arcydzieło gatunku. W jego współczesnej opinii Dobry, zły i brzydki, choć nie przywiązuje szczególnej uwagi do prawdy historycznej, jest udaną parodią scen występujących w klasycznych westernach hollywoodzkich, mistrzowsko zrealizowaną i pełną epickiego rozmachu.
Brytyjski historyk filmu Christopher Frayling odnajdywał w filmie inspirację reżysera sztuką surrealistyczną, a w poczynaniach głównego bohatera doszukał się rewizji hollywoodzkiego modelu protagonisty. Rewolwerowiec grany przez Eastwooda kieruje się w filmie tylko zyskiem, traktując wojnę jako okazję do zarobku. Peter Bondanella, również historyk, zauważył w Dobrym, złym i brzydkim odniesienia do krwawych epizodów I wojny światowej (wojna pozycyjna) oraz II wojny światowej (obozy jenieckie). Konrad J. Zarębski na łamach „Gazety Telewizyjnej” ocenił film jako najbardziej brutalny w karierze Leone, ale też najpiękniejszy plastycznie. Quentin Tarantino określił Dobrego, złego i brzydkiego mianem najlepiej wyreżyserowanego filmu wszech czasów.
Według agregatora recenzji Rotten Tomatoes 97% z 66 anglosaskich krytyków oceniło film pozytywnie. W 2012 roku krytycy Richard Corliss i Richard Schickel z magazynu „Time” umieścili Dobrego, złego i brzydkiego na liście 100 najlepszych filmów wszech czasów.

## Ścieżka dźwiękowa
Ścieżkę dźwiękową skomponował Ennio Morricone. Kompozytor eksperymentował, wykorzystując między innymi ludzki głos oraz przytłumione dźwięki konkretne. Użył on różnych dźwięków charakteryzujących poszczególne główne postaci filmu: fletu dla Blondasa, okaryny dla Anielskich Oczek oraz ludzkiego głosu dla Tuco. Wśród utworów wydanych na albumie znajdują się między innymi główny motyw tytułowy, gitarowy „Il Tramonto”, ballada „La Storia Di Un Soldato”, dynamiczna „L’estasi dell’oro” z użyciem sopranu oraz trąbki, a także „Il triello”, w którym główną rolę odgrywają gitara oraz trąbka.